# Terenos

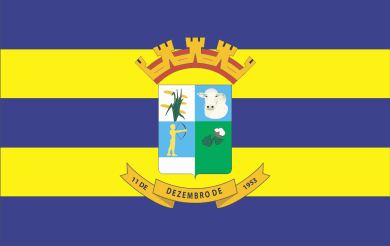
Bandera de Terenos

Terenos es un municipio brasileño ubicado en el centro del estado de Mato Grosso do Sul, fue fundado el 8 de mayo de 1924.
Es el municipio que está más próximo a la capital estatal Campo Grande, apenas 22 km, dista de 1.073 km de São Paulo.
Situado a una altitud de 437 m s. n. m., su población es de 15.276 habitantes, y su superficie es de 2.841 km².